# Registrske tablice Belorusije
Registrske tablice Belorusije se izdajajo od beloruske samostojnosti leta 1992, medtem ko se v trenutni obliki izdajajo od maja 2004. Uporabljena je različica pisave DIN 1451.
Registrske tablice Belorusije za osebna vozila so trenutno sestavljene iz štirih števk, dveh črk in dodatne števke, ločene z vezajem, ki označuje mesto registracije. Uporabljajo se samo črke, ki obstajajo tako v latinici in cirilici, pri čemer ni nujno, da je njihov pomen v obeh abecedah enak (А, В, Е, І, К, М, Н, О, Р, С, Т, Х). Na levi strani tablic se nahaja zastava Belorusije z oznako države BY.

## Oznake območij
Zadnja števka tablice označuje oblast, v kateri je bilo vozilo registrirano:
- 1 – Brestovska oblast
- 2 – Vitebska oblast
- 3 – Gomeljska oblast
- 4 – Grodenska oblast
- 5 – Minska oblast
- 6 – Mogiljovska oblast
- 7 – mesto Minsk
- 0 – vozila Ministrstva za obrambo, Odbora za državno mejo in notranjih enot Ministrstva za notranje zadeve Republike Belorusije[2]

## Posebne tablice
Za nekatere vrste vozil obstajajo tablice, ki se od običajnih razlikujejo po drugačni razporeditvi znakov ali barvi.

## Nekdanja oblika (1992–2004)
Leta 1992 je registrske tablice Sovjetske zveze zamenjala prva različica beloruskih registrskih tablic, ki so imele rdeče znake in obrobo. Oznaka je bila sestavljena iz štirih števk in dveh črk, ki sta označevali kraj registracije. Med števkami in črkama se je nahajal tedanji državni grb, »Pagonja«.
Leta 1996, potem ko je bila leto prej na referendumu izglasovana sprememba državnih simbolov in s tem tudi grba, je Pagonjo na registrskih tablicah zamenjal emblem z besedo »Belarus«.
Leta 2000 je bilo število črk na registrskih tablicah povečano na tri, prav tako so se spremenile nekatere krajevne oznake.